# Олександрівська сільська рада (Жашківський район)
Олекса́ндрівська сільська́ ра́да — адміністративно-територіальна одиниця та орган місцевого самоврядування в Жашківському районі Черкаської області. Адміністративний центр — село Олександрівка.

## Загальні відомості
- Населення ради: 814 особи (станом на 2001 рік)

## Населені пункти
Сільській раді були підпорядковані населені пункти:
- с. Олександрівка

## Склад ради
Рада складалась з 15 депутатів та голови.
- Голова ради: Деружко Любов Михайлівна
- Секретар ради: Драган Сергій Степанович

### Керівний склад попередніх скликань
| Прізвище, ім'я, по батькові | Основні відомості                                                                       | Дата обрання | Дата звільнення |
| --------------------------- | --------------------------------------------------------------------------------------- | ------------ | --------------- |
| Деружко Любов Михайлівна    | Сільський голова, 1955 року народження, освіта середня спеціальна, позапартійна         | 26.03.2006   | 31.10.2010      |
| Деружко Любов Михайлівна    | Сільський голова, 1955 року народження, освіта середня спеціальна, член Партії регіонів | 31.10.2010   |                 |

Примітка: таблиця складена за даними сайту Верховної Ради України

### Депутати
За результатами місцевих виборів 2010 року депутатами ради стали:

#### За суб'єктами висування
| Суб'єкт висування                 | Кількість обраних депутатів | %    |
| --------------------------------- | --------------------------- | ---- |
| Самовисування                     | 7                           | 46,7 |
| Партія регіонів                   | 4                           | 26,7 |
| Політична партія «Сильна Україна» | 4                           | 26,7 |

#### За округами
| № округу                          | Прізвище, ім'я, по батькові     | Дата визнання обраним | Освіта             | Партійна приналежність                  | Відомості про обраного депутата                                |
| --------------------------------- | ------------------------------- | --------------------- | ------------------ | --------------------------------------- | -------------------------------------------------------------- |
| Партія регіонів                   |                                 |                       |                    |                                         |                                                                |
| 4                                 | Ліщинецька Вікторія Сергіївна   | 03.11.2010            | вища               | член Партії регіонів                    | тимчасово не працює                                            |
| 12                                | Халупко Лідія Іванівна          | 03.11.2010            | вища               | член Партії регіонів                    | Олександрів-ська сільська рада, землепо-рядник                 |
| 13                                | Мілещенко Людмила Михайлівна    | 03.11.2010            | середня            | член Партії регіонів                    | тимчасово не працює                                            |
| 15                                | Махаринський Андрій Миколайович | 03.11.2010            | середня спеціальна | член Партії регіонів                    | кочегар                                                        |
| Політична партія «Сильна Україна» |                                 |                       |                    |                                         |                                                                |
| 1                                 | Блонський Олексій Іванович      | 03.11.2010            | вища               | член Політичної партії «Сильна Україна» | ПСП «Олександрів-ка», комірник                                 |
| 7                                 | Риженко Сергій Миколайович      | 03.11.2010            | середня спеціальна | член Політичної партії «Сильна Україна» | Олександрівська загальноосвітня школа І-ІІІ ст., завгосп       |
| 10                                | Кубарська Тетяна Дмитрівна      | 03.11.2010            | середня спеціальна | член Політичної партії «Сильна Україна» | Червоний Хрест, медсестра                                      |
| 14                                | Задорожня Людмила Миколаївна    | 03.11.2010            | середня спеціальна | член Політичної партії «Сильна Україна» | Олександрівська загальноосвітня школа І-ІІІ ст., техпра-цівник |
| Самовисування                     |                                 |                       |                    |                                         |                                                                |
| 2                                 | Камінська Павліна Володимирівна | 03.11.2010            | середня            | член Політичної партії «Наша Україна»   | пенсіонер                                                      |
| 3                                 | Водоп'ян Микола Володимирович   | 26.12.2010            | вища               | позапартійний                           | Олександрівська загальноосвітня школа, вчитель                 |
| 5                                 | Задорожня Неля Степанівна       | 03.11.2010            | середня спеціальна | член Політичної партії «Сильна Україна» | пенсіонер                                                      |
| 6                                 | Пісна Галина Миколаївна         | 03.11.2010            | вища               | позапартійна                            | ПСП «Олександрів-ка», заступник директора по тварин-ництву     |
| 8                                 | Драган Сергій Степанович        | 03.11.2010            | вища               | член Соціалістичної партії України      | Олександрів-ська сільська рада, секретар                       |
| 9                                 | Морозюк Раїса Панасівна         | 03.11.2010            | середня            | позапартійна                            | пенсіонер                                                      |
| 11                                | Горошко Юлія Петрівна           | 03.11.2010            | середня спеціальна | позапартійна                            | тимчасово не працює                                            |